# Nati nel 1993/Luglio
| Questa pagina contiene informazioni ricavate automaticamente dalle voci biografiche con l'ausilio del template Bio e di un bot. L'aggiornamento è periodico e automatico e ricostruisce completamente la pagina. Se manca una persona in questa lista, sei pregato di non aggiungerla, ma accertati piuttosto che la sua voce biografica contenga il template Bio e che i dati anagrafici siano correttamente compilati. Se il template Bio manca, inseriscilo tu stesso o, in alternativa, metti l'avviso {{tmp\|Bio}} che ne segnala la mancanza. Se i dati riportati sono sbagliati, correggi direttamente la voce biografica; le modifiche saranno visibili in questa lista entro pochi giorni. Per chiarimenti vedi il progetto biografie. La lista contiene solo le 492 persone che sono citate nell'enciclopedia e per le quali è stato implementato correttamente il template Bio. Pagina aggiornata al 18 ago 2025. |

- 1º luglio - Emily Armi, ginnasta italiana
- 1º luglio - Venâncio Baldasso, giocatore di calcio a 5 brasiliano
- 1º luglio - Javier Duren, ex cestista statunitense
- 1º luglio - Daniel Hoelgaard, ex ciclista su strada norvegese
- 1º luglio - Kim Yun-mi, calciatrice nordcoreana
- 1º luglio - Alex Pérez, cestista statunitense
- 1º luglio - Raini Rodriguez, attrice e cantante statunitense
- 2 luglio - Dénys Bain, calciatore francese
- 2 luglio - Serena Ceci, calciatrice italiana
- 2 luglio - Deysi Cori Tello, scacchista peruviana
- 2 luglio - Saweetie, rapper e cantautrice statunitense
- 2 luglio - Rodrigo Henrique, calciatore brasiliano
- 2 luglio - Kyrylo Kovalec', calciatore ucraino
- 2 luglio - Laura Marino, ex tuffatrice francese
- 2 luglio - Yassine Meriah, calciatore tunisino
- 2 luglio - Filip Raičević, calciatore montenegrino
- 2 luglio - Vince Staples, rapper statunitense
- 2 luglio - Simão Bertelli, calciatore brasiliano
- 2 luglio - Ieva Zasimauskaitė, cantante lituana
- 3 luglio - Khalid Al-Braiki, calciatore omanita
- 3 luglio - Chuks Aneke, calciatore inglese
- 3 luglio - Ebenezer Assifuah, calciatore ghanese
- 3 luglio - Taiwo Badmus, cestista irlandese
- 3 luglio - Mădălina Bereș, canottiera rumena
- 3 luglio - Beka Bujiashvili, lottatore georgiano
- 3 luglio - Kerem Demirbay, calciatore tedesco
- 3 luglio - Ekaterina Efimova, pallavolista russa
- 3 luglio - Nic Fink, nuotatore statunitense
- 3 luglio - Senquez Golson, giocatore di football americano statunitense
- 3 luglio - Aleksandr Gudumak, cestista moldavo
- 3 luglio - Thabiso Kutumela, calciatore sudafricano
- 3 luglio - Vincent Lacoste, attore francese
- 3 luglio - Ângelo Meneses, calciatore portoghese
- 3 luglio - Kevin Möhwald, calciatore tedesco
- 3 luglio - Everton Nascimento de Mendonça, calciatore brasiliano
- 3 luglio - Rakeem Nunez-Roches, giocatore di football americano beliziano
- 3 luglio - PartyNextDoor, cantautore e beatmaker canadese
- 3 luglio - Omar Perdomo, calciatore spagnolo
- 3 luglio - Ivan Petrović, ex calciatore serbo
- 3 luglio - Leonel Quiñónez, calciatore ecuadoriano
- 3 luglio - Zuna, rapper tedesco
- 3 luglio - Mihkel Räim, ciclista su strada estone
- 3 luglio - Sarah Wiedenheft, doppiatrice olandese
- 4 luglio - Tom Barkhuizen, calciatore inglese
- 4 luglio - Imad Bassou, judoka marocchino
- 4 luglio - Seifedin Chabbi, calciatore austriaco
- 4 luglio - David Churcidze, calciatore russo
- 4 luglio - Trevor Davis, giocatore di football americano statunitense
- 4 luglio - Jaŭhen Eljazaranka, calciatore bielorusso
- 4 luglio - Toja Ellison, arciera slovena
- 4 luglio - Kristián Goloméev, nuotatore greco
- 4 luglio - Toni Gorupec, calciatore croato
- 4 luglio - Xavien Howard, giocatore di football americano statunitense
- 4 luglio - Nicholas Mungai, judoka italiano
- 4 luglio - Godknows Murwira, calciatore zimbabwese
- 4 luglio - Luka Muženjak, calciatore croato
- 4 luglio - Mate Pavić, tennista croato
- 4 luglio - Elvis Stuglis, calciatore lettone
- 4 luglio - Panagiōtīs Tsintōtas, calciatore greco
- 4 luglio - Ovidijus Verbickas, calciatore lituano
- 5 luglio - Leonit Abazi, calciatore kosovaro
- 5 luglio - Johan Branger, calciatore francese
- 5 luglio - Lamin Colley, calciatore gambiano
- 5 luglio - Adílio Santos, calciatore brasiliano
- 5 luglio - Costanza Ferro, nuotatrice artistica italiana
- 5 luglio - Rafael Gimenes da Silva, calciatore brasiliano
- 5 luglio - Yuriko Tiger, modella italiana
- 5 luglio - Zoey Ivory, modella olandese
- 5 luglio - Jam Aunni, disc jockey e produttore discografico marocchino
- 5 luglio - Brian Kamstra, ex ciclista su strada olandese
- 5 luglio - Benjamin Kigen, siepista keniota
- 5 luglio - Martin Lukov, calciatore bulgaro
- 5 luglio - Tom Maayan, cestista canadese
- 5 luglio - Felipe Nascimento, pentatleta brasiliano
- 5 luglio - Johann Obiang, calciatore francese
- 5 luglio - Lukáš Pokorný, ex calciatore ceco
- 5 luglio - Jorge Polanco, giocatore di baseball dominicano
- 5 luglio - Neluț Roșu, calciatore rumeno
- 5 luglio - Ryann Shane, attrice statunitense
- 5 luglio - Roy-Alexander Steudle, sciatore alpino britannico
- 6 luglio - Shamim Bangi, giocatrice di badminton ugandese
- 6 luglio - Jefté Betancor, calciatore spagnolo
- 6 luglio - Jana Burčeska, cantante macedone
- 6 luglio - Matteo Chiappa, pallavolista italiano
- 6 luglio - Christian Jones, cestista statunitense
- 6 luglio - Bassel Jradi, calciatore libanese
- 6 luglio - Fairouz Ai, doppiatrice giapponese
- 6 luglio - Wilfried Kanon, calciatore ivoriano
- 6 luglio - Hammad Miah, giocatore di snooker inglese
- 6 luglio - Hiromu Mitsumaru, calciatore giapponese
- 6 luglio - Mukuka Mulenga, calciatore zambiano
- 6 luglio - Florian Neuhold, ex calciatore austriaco
- 6 luglio - Retin Obasohan, cestista belga
- 6 luglio - Neira Ortiz, pallavolista portoricana
- 6 luglio - Clément Parisse, fondista francese
- 6 luglio - Jonathan Rodríguez, calciatore uruguaiano
- 6 luglio - Ilaria Scarcella, ex nuotatrice italiana
- 7 luglio - Maria Aparecida Souza Alves, calciatrice brasiliana
- 7 luglio - Dominic Artis, cestista statunitense
- 7 luglio - Ally Brooke, cantante statunitense
- 7 luglio - Shahram Giyasov, pugile uzbeko
- 7 luglio - Louise Grinberg, attrice francese
- 7 luglio - Arman Hovhannisyan, calciatore armeno
- 7 luglio - Venky Jois, cestista australiano
- 7 luglio - Essey Kiflom, calciatore eritreo
- 7 luglio - Cloé Lacasse, calciatrice canadese
- 7 luglio - Fabian Miesenböck, calciatore austriaco
- 7 luglio - Vintage Culture, disc jockey e produttore discografico brasiliano
- 7 luglio - Joran Vliegen, tennista belga
- 7 luglio - Jackson Withrow, tennista statunitense
- 7 luglio - Yurika Yoshida, giocatrice di curling giapponese
- 7 luglio - Grâce Zaadi, pallamanista francese
- 7 luglio - Nermin Zolotić, calciatore bosniaco
- 8 luglio - Zach Auguste, cestista statunitense
- 8 luglio - Zeynep Bastık, cantante e attrice turca
- 8 luglio - Markas Beneta, calciatore lituano
- 8 luglio - Angelica Bengtsson, astista svedese
- 8 luglio - David Corenswet, attore statunitense
- 8 luglio - Emanuel García, calciatore argentino
- 8 luglio - Lukas Greiderer, combinatista nordico austriaco
- 8 luglio - Grant Jerrett, cestista statunitense
- 8 luglio - Ergys Kaçe, calciatore albanese
- 8 luglio - Aimée Kelly, attrice inglese
- 8 luglio - Brianna Kiesel, ex cestista e allenatrice di pallacanestro statunitense
- 8 luglio - Nicolás Maturana, calciatore cileno
- 8 luglio - Vital N'Simba, calciatore congolese (Repubblica Democratica del Congo)
- 8 luglio - Felipe Valério Paschoal, giocatore di calcio a 5 brasiliano
- 8 luglio - Justin Roberson, cestista statunitense
- 8 luglio - Justin Springer, ex calciatore nevisiano
- 8 luglio - Sabrina Stultiens, ciclista su strada e ciclocrossista olandese
- 8 luglio - Aaron Wallace Jr., giocatore di football americano statunitense
- 8 luglio - Shahrul Saad, calciatore malaysiano
- 9 luglio - David Andrade, calciatore messicano
- 9 luglio - Valentina Casaroli, calciatrice italiana
- 9 luglio - Temirlan Erlanov, calciatore kazako
- 9 luglio - Honey Gold, attrice pornografica statunitense
- 9 luglio - Ula Hafner, ex sciatrice alpina slovena
- 9 luglio - Il'ja Kutepov, calciatore russo
- 9 luglio - Mitch Larkin, nuotatore australiano
- 9 luglio - Léa Le Garrec, calciatrice francese
- 9 luglio - Bret Loehr, attore statunitense
- 9 luglio - Manuel Marras, calciatore italiano
- 9 luglio - Francesca Massobrio, martellista italiana
- 9 luglio - Silvia Njirić, tennista croata
- 9 luglio - Evgenija Pavlova, biatleta russa
- 9 luglio - Saskia Rosendahl, attrice tedesca
- 9 luglio - Declan Stacey, tuffatore australiano
- 9 luglio - Roberts Stumbris, cestista lettone
- 9 luglio - Ruth Winder, ciclista su strada e pistard statunitense
- 9 luglio - DeAndre Yedlin, calciatore statunitense
- 10 luglio - Marco Bürki, calciatore svizzero
- 10 luglio - Rashun Davis, cestista statunitense
- 10 luglio - Eveline Dellai, attrice pornografica italiana
- 10 luglio - Silvia Dellai, attrice pornografica italiana
- 10 luglio - Tiago Ferreira, calciatore portoghese
- 10 luglio - Art'owr Grigoryan, calciatore armeno
- 10 luglio - Carlon Jeffery, attore e rapper statunitense
- 10 luglio - Konomi Kai, lunghista giapponese
- 10 luglio - João Novais, calciatore portoghese
- 10 luglio - Kévin Rocheteau, calciatore francese
- 10 luglio - Florian Sénéchal, ciclista su strada francese
- 10 luglio - Jesús Trindade, calciatore uruguaiano
- 10 luglio - Jiří Veselý, tennista ceco
- 10 luglio - Mohamed Abdelrahman, calciatore sudanese
- 11 luglio - Rebecca Bross, ginnasta statunitense
- 11 luglio - Simone Calvano, calciatore italiano
- 11 luglio - Chloe Dalton, cestista, giocatrice di football australiano e rugbista a 15 australiana
- 11 luglio - Tommaso Dotti, pattinatore di short track italiano
- 11 luglio - Szymon Drewniak, calciatore polacco
- 11 luglio - Nikos Egglezou, calciatore cipriota
- 11 luglio - Krešimir Gorša, ex giocatore di football americano croato
- 11 luglio - Lake Kwaza, bobbista e velocista statunitense
- 11 luglio - Ng Yan Yee, tuffatrice malese
- 11 luglio - Bogdan Radosavljević, cestista serbo
- 11 luglio - Jairo Samperio, calciatore spagnolo
- 11 luglio - Ryan Strome, hockeista su ghiaccio canadese
- 12 luglio - Jonas Brodin, hockeista su ghiaccio svedese
- 12 luglio - Christina Burkenroad, calciatrice messicana
- 12 luglio - Caíque Venâncio Lemes, calciatore brasiliano
- 12 luglio - Ron Curry, cestista statunitense
- 12 luglio - Carlos Espíndola, giocatore di calcio a 5 brasiliano
- 12 luglio - Felipe Gedoz, calciatore brasiliano
- 12 luglio - Emelie Helmvall, calciatrice svedese
- 12 luglio - Lauren Lyle, attrice britannica
- 12 luglio - Tanner McGrew, cestista statunitense
- 12 luglio - Moon Chang-jin, calciatore sudcoreano
- 12 luglio - Marius Müller, calciatore tedesco
- 12 luglio - Lukas Lerager, calciatore danese
- 12 luglio - Kingsley Schindler, calciatore tedesco
- 12 luglio - Brooke Buschkuehl, lunghista australiana
- 12 luglio - Ibrahima Tandia, calciatore maliano
- 12 luglio - Scottie Thompson, cestista filippino
- 12 luglio - Ștefania Vătafu, calciatrice rumena
- 12 luglio - Emily van Egmond, calciatrice australiana
- 13 luglio - Adel, rapper svedese
- 13 luglio - Daniel Bentley, calciatore inglese
- 13 luglio - Danny da Costa, calciatore tedesco
- 13 luglio - Linda Indergand, mountain biker e ciclista su strada svizzera
- 13 luglio - Lazar Jovanović, calciatore serbo
- 13 luglio - Nathan Law, politico e attivista hongkonghese
- 13 luglio - Kévin Ledanois, ex ciclista su strada francese
- 13 luglio - Marta Masoni, ex cestista italiana
- 13 luglio - Arthur Maulet, giocatore di football americano statunitense
- 13 luglio - Hennadij Pasič, calciatore ucraino
- 13 luglio - Jevhenij Pasič, calciatore ucraino
- 13 luglio - Mohammed Rabii, pugile marocchino
- 13 luglio - Josh Scott, cestista statunitense
- 13 luglio - Dmitrij Uzinskij, cestista russo
- 13 luglio - Bálint Vécsei, calciatore ungherese
- 13 luglio - Olcay Çakır, cestista turca
- 14 luglio - Zelimkhan Abakarov, lottatore russo
- 14 luglio - Florencia Bonsegundo, calciatrice argentina
- 14 luglio - Federico Cattaneo, velocista italiano
- 14 luglio - Frans Dhia Putros, calciatore iracheno
- 14 luglio - Dovilė Dzindzaletaitė, triplista lituana
- 14 luglio - Kentan Facey, cestista giamaicano
- 14 luglio - Rubén García Santos, calciatore spagnolo
- 14 luglio - John Gibson, hockeista su ghiaccio statunitense
- 14 luglio - Adrián Martínez, calciatore venezuelano
- 14 luglio - Xavier Mitchell, giocatore di football americano statunitense
- 14 luglio - Julia Ratcliffe, martellista neozelandese
- 14 luglio - Luca Scarsini, rugbista a 15 italiano
- 14 luglio - Sayaka Yamamoto, cantante e modella giapponese
- 14 luglio - Vladimir Zografski, saltatore con gli sci bulgaro
- 15 luglio - Rachel Banham, cestista statunitense
- 15 luglio - Pierre Boda, ex pattinatore di short track australiano
- 15 luglio - Angelo Chol, cestista sudsudanese
- 15 luglio - Gianmaria Coccoluto, surfista italiano
- 15 luglio - Søren Dahl, nuotatore danese
- 15 luglio - Simone Federici, pugile italiano
- 15 luglio - Alula Girma, calciatore etiope
- 15 luglio - Katharine Holmes, schermitrice statunitense
- 15 luglio - Jaka Hvala, saltatore con gli sci sloveno
- 15 luglio - Jakub Kiełb, calciatore polacco
- 15 luglio - Juan Larrea, calciatore argentino
- 15 luglio - Abdullah Madu, calciatore saudita
- 15 luglio - Francesco Margiotta, calciatore italiano
- 15 luglio - Kevin McHattie, calciatore scozzese
- 15 luglio - Håvard Nielsen, calciatore norvegese
- 15 luglio - Danilo Tasić, cestista serbo
- 15 luglio - William Cordeiro Melo, calciatore brasiliano
- 15 luglio - Gabriel Xavier, ex calciatore brasiliano
- 16 luglio - Henricho Bruintjies, velocista sudafricano
- 16 luglio - Ashton Götz, calciatore tedesco
- 16 luglio - Roman Hahun, calciatore ucraino
- 16 luglio - Oleksandr Ipatov, scacchista ucraino
- 16 luglio - K'akhaber Jinch'aradze, cestista georgiano
- 16 luglio - Javier Martínez, ex cestista americo-verginiano
- 16 luglio - Hiroaki Nakazato, giocatore di football americano giapponese
- 16 luglio - Oscar Otte, tennista tedesco
- 16 luglio - Alpaslan Öztürk, calciatore belga
- 16 luglio - Hanna Rizatdinova, ex ginnasta ucraina
- 16 luglio - Ryō Takahashi, calciatore giapponese
- 16 luglio - Lara Vieceli, ex ciclista su strada italiana
- 16 luglio - Sandy Vietze, allenatore di sci alpino e ex sciatore alpino statunitense
- 17 luglio - Naor Abudi, calciatore israeliano
- 17 luglio - Bernardo Cruz, calciatore spagnolo
- 17 luglio - José Diogo, hockeista su pista portoghese
- 17 luglio - Recycled J, rapper spagnolo
- 17 luglio - Christiano François, calciatore haitiano
- 17 luglio - Rasoul Garmsiri, lottatore iraniano
- 17 luglio - Sterling Gibbs, cestista statunitense
- 17 luglio - Rattikan Gulnoi, sollevatrice thailandese
- 17 luglio - Jaime Gómez Valencia, calciatore messicano
- 17 luglio - Tomislav Haramustek, calciatore croato
- 17 luglio - Tyler Harvey, cestista statunitense
- 17 luglio - Kevin Larsen, cestista danese
- 17 luglio - Maksym Marusyč, calciatore ucraino
- 17 luglio - Nikola Mileusnic, calciatore australiano
- 17 luglio - Sava Ranđelović, pallanuotista serbo
- 18 luglio - Luciane Buchanan, attrice neozelandese
- 18 luglio - Jordyn Colemon, attrice statunitense
- 18 luglio - Nabil Fekir, calciatore francese
- 18 luglio - Robert Gsellman, giocatore di baseball statunitense
- 18 luglio - Óscar Husillos, velocista spagnolo
- 18 luglio - Daniar Kaisanov, lottatore kazako
- 18 luglio - Mieke Kröger, ciclista su strada e pistard tedesca
- 18 luglio - Lee Tae-min, ballerino, cantante e attore sudcoreano
- 18 luglio - Pablo Matera, rugbista a 15 argentino
- 18 luglio - Mohammed Saleh, calciatore palestinese
- 18 luglio - Greg Ranjitsingh, calciatore trinidadiano
- 18 luglio - Mats Rits, calciatore belga
- 18 luglio - André Rømer, calciatore danese
- 18 luglio - Federica Sala, nuotatrice artistica italiana
- 18 luglio - Abdel Raouf, calciatore sudanese
- 19 luglio - Fred Again, cantautore, paroliere e produttore discografico britannico
- 19 luglio - Branco Ampuero, calciatore cileno
- 19 luglio - Brayan Edinson Angulo Mosquera, calciatore colombiano
- 19 luglio - Mimi Christova, lottatrice bulgara
- 19 luglio - Blake Dietrick, cestista statunitense
- 19 luglio - Enrico Francescato, rugbista a 15 italiano
- 19 luglio - Bjorn Fratangelo, tennista e allenatore di tennis statunitense
- 19 luglio - Azeddine Habz, mezzofondista marocchino
- 19 luglio - Valerie Hernandez, modella portoricana
- 19 luglio - Alice Phoebe Lou, musicista e cantante sudafricana
- 19 luglio - Ri Hyong-jin, calciatore nordcoreano
- 19 luglio - Dejan Stojanović, calciatore macedone
- 19 luglio - Samuel Barata, mezzofondista e maratoneta portoghese
- 19 luglio - Kōhei Yamashita, giocatore di football americano giapponese
- 20 luglio - Steven Adams, cestista neozelandese
- 20 luglio - Idrissa Camará, calciatore guineense
- 20 luglio - Cristiana Casarotto, calciatrice italiana
- 20 luglio - Alycia Debnam-Carey, attrice australiana
- 20 luglio - Lucas Digne, calciatore francese
- 20 luglio - Giada Galizi, nuotatrice italiana
- 20 luglio - Ivana Gallardo, pesista e discobola cilena
- 20 luglio - Vasile Jardan, calciatore moldavo
- 20 luglio - Maciej Kucharek, cestista polacco
- 20 luglio - Adam Maher, calciatore olandese
- 20 luglio - Lawrence Mhlanga, calciatore zimbabwese
- 20 luglio - Malcolm Mitchell, giocatore di football americano statunitense
- 20 luglio - Wendell, calciatore brasiliano
- 20 luglio - Atınç Nukan, calciatore turco
- 20 luglio - Virginia Nyambura, siepista keniota
- 20 luglio - Marko Poletanović, calciatore serbo
- 20 luglio - Lelde Priedulēna, ex skeletonista lettone
- 20 luglio - Debrah Scarlett, cantante svizzera
- 20 luglio - Ojārs Siliņš, cestista lettone
- 20 luglio - Vladislav Timakov, pallanuotista russo († 2015)
- 21 luglio - Jalgasbay Berdimuratov, lottatore uzbeko
- 21 luglio - Ana Bucik, sciatrice alpina slovena
- 21 luglio - Alberto Coelho, ex calciatore portoghese
- 21 luglio - Matteo Fallucca, cestista italiano
- 21 luglio - Andrejs Gražulis, cestista lettone
- 21 luglio - Sandesh Jhingan, calciatore indiano
- 21 luglio - Viktor Juríček, cestista slovacco
- 21 luglio - Haziq Kamaruddin, arciere malese († 2021)
- 21 luglio - Cyrus Kouandjio, ex giocatore di football americano camerunese
- 21 luglio - Luksika Kumkhum, tennista thailandese
- 21 luglio - Gabriel Leone, attore brasiliano
- 21 luglio - Jérémy Maison, ex ciclista su strada francese
- 21 luglio - Walter Montoya, calciatore argentino
- 21 luglio - Máté Nemeš, lottatore serbo
- 21 luglio - Viktor Nemeš, lottatore serbo
- 21 luglio - Carlos Ohene, calciatore ghanese
- 21 luglio - Ayo Simon Okosun, calciatore danese
- 21 luglio - Ester Peony, cantante rumena
- 21 luglio - Jacopo Salvetti, rugbista a 15 italiano
- 22 luglio - Christoffer Aasbak, calciatore norvegese
- 22 luglio - Mami Ashino, pallavolista giapponese
- 22 luglio - Emil Atlason, calciatore islandese
- 22 luglio - Paddy Barrett, calciatore irlandese
- 22 luglio - Amber Beattie, attrice britannica
- 22 luglio - Bruno Cantanhede, calciatore brasiliano
- 22 luglio - Israel Coll, calciatore argentino
- 22 luglio - Christine Giampaoli Zonca, pilota di rally italiana
- 22 luglio - C.J. Ham, giocatore di football americano statunitense
- 22 luglio - Nicolas Leibundgut, giocatore di football americano svizzero
- 22 luglio - Thembinkosi Lorch, calciatore sudafricano
- 22 luglio - Arianna Pittavino, calciatrice italiana
- 22 luglio - Gianluca Pozzatti, triatleta italiano
- 22 luglio - Daniel Starkey, ex pallavolista statunitense
- 22 luglio - Tia-Clair Toomey, sollevatrice e bobbista australiana
- 22 luglio - Dzhokhar e Tamerlan Tsarnaev, terrorista russo
- 22 luglio - Anthony Walker, cestista statunitense
- 23 luglio - Regard, disc jockey kosovaro
- 23 luglio - Raja'i Ayed, calciatore giordano
- 23 luglio - Cornel Ene, calciatore rumeno
- 23 luglio - Bryn Forbes, cestista statunitense
- 23 luglio - Kathryn Gallagher, attrice e cantante statunitense
- 23 luglio - Javonte Green, cestista statunitense
- 23 luglio - Hsieh Yu-chieh, tennista taiwanese
- 23 luglio - Zica Manuhi, calciatore vanuatuano
- 23 luglio - Luciano Massarelli, cestista argentino
- 23 luglio - Andrea Mattei, pallavolista italiano
- 23 luglio - Tat'jana Morozova, lottatrice russa
- 23 luglio - Roisin Nicosia, doppiatrice italiana
- 23 luglio - Kateřina Pauláthová, ex sciatrice alpina ceca
- 23 luglio - Kyle Peko, giocatore di football americano statunitense
- 23 luglio - Roy Robertson-Harris, giocatore di football americano statunitense
- 23 luglio - Lili Simmons, attrice e modella statunitense
- 24 luglio - Lucas Adams, attore statunitense
- 24 luglio - Dario Cefarelli, cestista italiano
- 24 luglio - Rouzbeh Cheshmi, calciatore iraniano
- 24 luglio - Sara Cobo, attrice e cantante messicana
- 24 luglio - Marcos Giron, tennista statunitense
- 24 luglio - Jack Hargreaves, canottiere australiano
- 24 luglio - Marko Jevtović, calciatore serbo
- 24 luglio - David Ledecký, calciatore ceco
- 24 luglio - Andreas Linde, calciatore svedese
- 24 luglio - Ronald March, cestista statunitense
- 24 luglio - Fábio Martins, calciatore portoghese
- 24 luglio - Alessandro Micai, calciatore italiano
- 24 luglio - Virgil Misidjan, calciatore olandese
- 24 luglio - Abdoul Zoko, calciatore burkinabé
- 24 luglio - Daniele Tailli, pallavolista italiano
- 24 luglio - Fabio Turchi, pugile italiano
- 24 luglio - Sonia Ursu, cestista rumena
- 25 luglio - Taşkın Çalış, calciatore tedesco
- 25 luglio - Fernando Augusto, calciatore brasiliano
- 25 luglio - Rəhman Hacıyev, calciatore azero
- 25 luglio - Fedor Holz, giocatore di poker tedesco
- 25 luglio - Murat Kozan, cestista francese
- 25 luglio - Karol Mészáros, calciatore slovacco
- 25 luglio - Ehsan Pahlavan, calciatore iraniano
- 25 luglio - Zul'fija Činšanlo, sollevatrice kazaka
- 26 luglio - Timur Ajupov, calciatore russo
- 26 luglio - Gonçalo Alves, hockeista su pista portoghese
- 26 luglio - Erica Bougard, multiplista statunitense
- 26 luglio - Martinos Christofī, calciatore cipriota
- 26 luglio - La'el Collins, giocatore di football americano statunitense
- 26 luglio - Franck Engonga, calciatore gabonese
- 26 luglio - Elizabeth Gillies, attrice, cantante e ballerina statunitense
- 26 luglio - Aaron Jones, cestista statunitense
- 26 luglio - Kevin Luckassen, calciatore olandese
- 26 luglio - Haruna Matsumoto, ex snowboarder giapponese
- 26 luglio - Taylor Momsen, cantautrice, musicista e modella statunitense
- 26 luglio - Ryan O'Hearn, giocatore di baseball statunitense
- 26 luglio - Stormzy, rapper britannico
- 26 luglio - Felipe Ovono, calciatore equatoguineano
- 26 luglio - Park Se-yeong, pattinatore di short track sudcoreano
- 26 luglio - Danny van Poppel, ciclista su strada e ciclocrossista olandese
- 26 luglio - Borys Taščy, calciatore ucraino
- 27 luglio - Jordan Alexander, attrice canadese
- 27 luglio - Omer Atzili, calciatore israeliano
- 27 luglio - Tim Derksen, ex cestista statunitense
- 27 luglio - Nia Franklin, modella statunitense
- 27 luglio - Steven Gordon, calciatore nordirlandese
- 27 luglio - Sage Kotsenburg, snowboarder statunitense
- 27 luglio - Ivan Lakićević, calciatore serbo
- 27 luglio - Mario Larenas, calciatore cileno
- 27 luglio - Jordan Loyd, cestista statunitense
- 27 luglio - Tamara Myers, triplista bahamense
- 27 luglio - Park Gyu-young, attrice sudcoreana
- 27 luglio - Max Power, calciatore inglese
- 27 luglio - Yoreli Rincón, calciatrice colombiana
- 27 luglio - Jordan Spieth, golfista statunitense
- 27 luglio - Ramazan Tekin, cestista turco
- 27 luglio - Mandell Thomas, ex cestista statunitense
- 27 luglio - Mike Tyson, giocatore di football americano statunitense
- 28 luglio - Dimităr Aleksiev, calciatore bulgaro
- 28 luglio - Ferhat Arıcan, ginnasta turco
- 28 luglio - Noam Dar, wrestler israeliano
- 28 luglio - Josh García, ex calciatore statunitense
- 28 luglio - Sammy Guevara, wrestler statunitense
- 28 luglio - Burak Güngör, pallavolista turco
- 28 luglio - Zarko Jukić, cestista danese
- 28 luglio - Harry Kane, calciatore inglese
- 28 luglio - Michał Koj, calciatore polacco
- 28 luglio - Cher Lloyd, cantante britannica
- 28 luglio - Niklas Lomb, calciatore tedesco
- 28 luglio - Abujazid Mancigov, lottatore russo
- 28 luglio - Jordan McCrary, ex calciatore statunitense
- 28 luglio - Moses Odubajo, calciatore inglese
- 28 luglio - Leonel Pierce, calciatore argentino
- 28 luglio - Josh Prenot, nuotatore statunitense
- 28 luglio - Eduart Rroca, calciatore albanese
- 28 luglio - Gerard Valentín, calciatore spagnolo
- 28 luglio - Mohamed Yattara, calciatore guineano
- 29 luglio - Ali Alamri, calciatore emiratino
- 29 luglio - Sandro Bazadze, schermidore georgiano
- 29 luglio - Stefania Dallagiacoma, calciatrice italiana
- 29 luglio - Nikos Gkolias, calciatore greco
- 29 luglio - Jak Jones, giocatore di snooker gallese
- 29 luglio - Otto Kusunan, calciatore papuano
- 29 luglio - Jamie Maclaren, calciatore australiano
- 29 luglio - Nicolas Marini, ex ciclista su strada italiano
- 29 luglio - Nicole Melichar-Martinez, tennista statunitense
- 29 luglio - Jhamir Ordain, calciatore costaricano
- 29 luglio - Dak Prescott, giocatore di football americano statunitense
- 29 luglio - Ayoze Pérez, calciatore spagnolo
- 29 luglio - Søren Reese, calciatore danese
- 29 luglio - Sehnaj Singh, calciatore indiano
- 29 luglio - Georgi Vangelov, lottatore bulgaro
- 29 luglio - Travante Williams, cestista statunitense
- 30 luglio - Alessio Bertaggia, hockeista su ghiaccio svizzero
- 30 luglio - Gianluca Caprari, calciatore italiano
- 30 luglio - Naito Ehara, nuotatore giapponese
- 30 luglio - Marwan El Shorbagy, giocatore di squash egiziano
- 30 luglio - Šamil' Gasanov, calciatore russo
- 30 luglio - André Gomes, calciatore portoghese
- 30 luglio - Alessandro Hämmerle, snowboarder austriaco
- 30 luglio - Heðin Hansen, calciatore faroese
- 30 luglio - Temarrick Hemingway, giocatore di football americano statunitense
- 30 luglio - Bernardo Lopes, calciatore portoghese
- 30 luglio - Michaela Meijer, astista svedese
- 30 luglio - Filip Pajović, calciatore serbo
- 30 luglio - Lucas Patrick, giocatore di football americano statunitense
- 30 luglio - Ilse Paulis, canottiera olandese
- 30 luglio - Nicolás Rizzo, calciatore argentino
- 30 luglio - Ryan Scicluna, calciatore maltese
- 30 luglio - Yōko Tanaka, calciatrice giapponese
- 30 luglio - Yūki Togashi, cestista giapponese
- 30 luglio - Jared Walsh, giocatore di baseball statunitense
- 31 luglio - Christian Byers, attore australiano
- 31 luglio - Filip Gligorov, calciatore macedone
- 31 luglio - Wilfredo León, pallavolista cubano
- 31 luglio - Linda Morais, lottatrice canadese
- 31 luglio - Jannis Nikolaou, calciatore tedesco
- 31 luglio - Octavio Pozo, calciatore cileno
- 31 luglio - Linus Ullmark, hockeista su ghiaccio svedese
- 31 luglio - Matic Videčnik, pallavolista sloveno